# Milo FC
El Milo Football Club es un equipo de fútbol con sede de Kankan, Guinea. Actualmente participa en el Campeonato Nacional de Guinea.

## Historia
El club fue fundado en el año de 1976 en la ciudad de Kankan, Guinea. Su debut en el torneo del máximo nivel fue en la temporada de 1992 terminando 6° de clasificación. El club permaneció hasta la temporada 2008-09 descendiendo en el 14° puesto.
En la temporada 2020-21 se coronó campeón de la Segunda División de Guinea por primera vez en su historia, logrando su regreso al Campeonato Nacional de Guinea
En la temporada 2021-22 consiguió su 3° puesto de la clasificación del máximo nivel, logrando un boleto histórico a la Copa Confederación de la CAF 2022-23.

## Palmarés
- Campeonato Nacional de Guinea: 1

2023/24
- Segunda División de Guinea: 1

2021

## Participación en competiciones de la CAF
| Temporada | Torneo                       | Ronda         | Club            | Casa | Visita | Global  |
| --------- | ---------------------------- | ------------- | --------------- | ---- | ------ | ------- |
| 2022-23   | Copa Confederación de la CAF | Preliminar    | ASC Kara        | 2-1  | 0-3    | 2-4     |
| 2022-23   | Copa Confederación de la CAF | Primera ronda | Dreams FC       | 1-1  | 1-2    | 2-3     |
| 2024/25   | Liga de Campeones de la CAF  | Primera ronda | FC Nouadhibou   | 0-0  | 1-1    | 1-1 (a) |
| 2024/25   | Liga de Campeones de la CAF  | Segunda ronda | Stade d'Abidjan | 2-1  | 0-2    | 2-3     |